# Temple d'Atena Calciècia
El Temple d'Atena fou un antic temple grec dedicat a la dea Atena a la ciutat d'Esparta, a Grècia. Estava situat a l'acròpolis.

## Història
Atena Calciècia ('de la casa de bronze') era la patrona d'Esparta. El seu temple era un dels santuaris més importants. Segons la mitologia grega, la construcció del temple la començà Tindàreu. El temple, però, va quedar llavors inacabat i es conclogué més tard. Se sap que va haver-hi un santuari en l'emplaçament del temple no més tard del període geomètric, l'any 700 aC. Va ser reconstruït en l'època arcaica, en el 500 aC. Sembla que el dissenyador original del temple va ser Bàticles de Magnèsia i l'arquitecte i escultor Gitiades qui el va acabar i va fer el nou disseny.
El temple s'acompanyava del festival anual d'Atena, amb una processó amb uniforme militar i una ofrena sota la supervisió dels èfors. Moltes altres festivitats de la ciutat se celebraven també als seus voltants.
Tucídides relata que el general Pausànies va acudir al temple com a refugiat després de ser acusat de conspirar amb els perses. Els espartans el tancaren al temple perquè morís de fam. El tragueren del temple just abans de la seua mort en un intent d'evitar el sacrilegi. També s'hi refugiaren Licurg i Agis IV, entre d'altres.
El 1907, l'Escola Britànica d'Atenes feu excavacions arqueològiques del temple.

## Descripció i troballes
Era probablement d'estil dòric. Estava situat a l'extrem occidental de la relativament baixa acròpoli d'Esparta, al punt més alt, i al nord del posterior teatre romà d'Esparta. L'envoltava una àmplia zona del santuari, el tèmenos, que també contenia altres templets, inclòs un d'independent d'Atena Ergané. Al voltant del santuari hi havia una estoa.
El temple estava decorat per dins amb plaques de bronze, a què es fa referència amb l'epítet Calciècia, ‘la dea que viu a la casa de bronze’. Les plaques estaven il·lustrades amb temes mitològics, com les gestes d'Hèracles, les aventures dels Dioscurs, Hefest alliberant sa mare de les cadenes, les nimfes armant Perseu contra Medusa, i Posidó i Amfitrite, entre d'altres. També contenia una o més estàtues de bronze que representaven el naixement d'Atena del cap de Zeus. Les escultures i plaques de bronze també serien obra de Gitiades.
A fora del temple hi havia l'altar, amb dues estàtues de Pausànies, encarregades per l'Oracle de Delfos per a expiar la seua sort, i estàtues d'Afrodita Ambologera (en grec antic: Ἀμβολογήρα, 'la que posposa la vellesa'). A prop del temple es trobava també la tomba de Pausànies.
S'han trobat poques restes del temple, a part d'unes plaques de bronze, algunes amb claus i decoracions de bronze. El seu emplaçament s'ha deduït a partir d'aquests i altres indicis trobats durant la recerca, com ara molts exvots. En les ruïnes del temple també aparegué gran quantitat de ceràmica del període protogeomètric i posterior, del període clàssic, incloses bocins d'àmfores panatenaiques, atuells de bronze, objectes d'ivori, i una escultura de marbre del període arcaic coneguda com Leònides I, que s'exposa ara en el Museu Arqueològic d'Esparta.

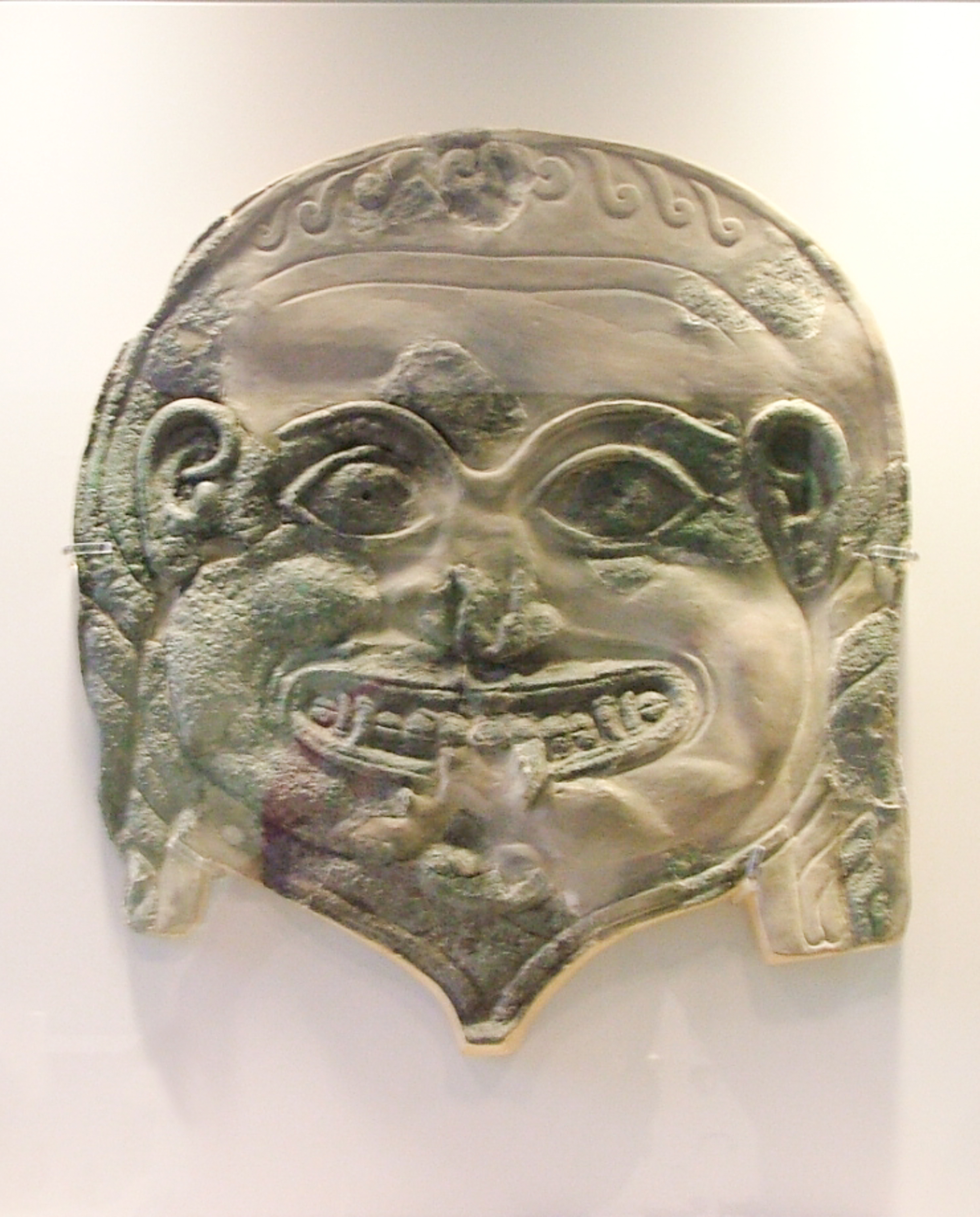
Cap de Gòrgona. Decoració de bronze del temple. Museu Arqueològic Nacional d'Atenes